# Porta San Francesco (San Marino)

Die Porta San Francesco auf der Zwei-Cent-Kursmünze San Marino (2017)

Die Porta San Francesco ist ein historisches Stadttor und ehemaliger Wachturm in der Stadt San Marino.

## Geschichte
Das Tor des Heiligen Franziskus (italienisch: auch als Porta del Lucho oder Porta del Loco bekannt) wurde während der Kreuzzüge im 13. Jahrhundert als Schutz gegen die Armee der Malatesta erbaut, 1451 umgestaltet und 1581 restauriert und erweitert. Der Originaltorbogen wurde bei der Restaurierung des zinnenbewehrten Turmes vergrößert und angehoben und der Turm mit Pechnasen versehen. 
Die ehemalige Zugbrücke, die den vorgelagerten Graben an der Stadtmauer überbrückte, ist heute nicht mehr vorhanden. Die Nischen der Wachsoldaten und die Pechnasen sind noch vorhanden. Der vorgelagerte Graben wurde später aufgefüllt und ist heute ein gepflasterter Platz vor der Wehrturmanlage und bildet den Zugang zur 55 Hektar großen historischen Altstadt.
Auf den Seiten des Tordurchganges befindet sich das Wappen von San Marino und das Wappen der Feltresca-Familie aus dem Jahre 1366. Neben dem Torgewölbe ist eine in Stein gehauene Inschrift aus dem 17. Jahrhundert angebracht, die Besucher vor harten Strafen bei der Einfuhr von Waffen warnt.